# Élisabeth Burnod
Élisabeth Louise Cécile Burnod (* 11. August 1916 in Morges; † 6. Mai 1979 in Lausanne) war eine Schweizer Schriftstellerin der französischsprachigen Schweiz.

## Leben

### Jugend und Pariser Jahre
Élisabeth Burnod wurde 1916 in Morges am Genfersee als Tochter des als sehr gebildet geltenden Primarschullehrers Félix Francois Burnod (1891–1945) und der Fanny Elisa Jeanneret († um 1920/25) geboren. Noch im gleichen Jahr zog die Familie nach Berolle am Fuss des Schweizer Jura, wo sie die Primarschule besuchte, an der ihr Vater unterrichtete. Es folgte der Besuch des Collège in Morges, dann der des Gymnasiums in Lausanne. Die deutsche Sprache beherrschte Burnod nur wenig, sehr gut dagegen die englische. Sie war katholisch und liess auch ihre Kinder katholisch taufen.
Nach dem Schulbesuch arbeitete sie kurzzeitig bei Radio Suisse Romande und lebte in Villeneuve. Im Juli 1936 heiratete sie den in Lausanne wohnenden 22-jährigen Franzosen Edmond Kaiser, den späteren Gründer des Kinderhilfswerkes „terre des hommes“. Bereits zwei Monate später zog sie mit ihrem Mann nach Paris, wo sie 1937/1938 mit Beiträgen in der Zeitschrift La Phalange schriftstellerisch in Erscheinung trat. 1943 verfasste sie in Paris ihren Roman Florentine, den sie Claudine Cantacuzène widmete. Der Geburt ihrer Tochter Myriam 1937 folgte 1939 die ihres Sohnes Jean-Daniel, genannt „Jani“, der im März 1941 durch einen Unfall ums Leben kam.

### Kollaboration wider Willen? (1943–1944)

V2-Bunker La Coupole

Im September 1943, als ihre Tochter Myriam in der Schweiz lebte, kam es in der Wohnung ihres in der Pariser Résistance tätigen Mannes Edmond Kaiser zu einem Treffen mit dem deutschen Geheimagenten Erwin Streif. Kaiser bat Streif, der sich unter dem Decknamen Marcel Stael als Mitglied des britischen Geheimdienstes ausgab, Élisabeth Burnod nach Lille mitzunehmen, da sie Paris verlassen müsse.
Anfang 1944 wurde Burnod von Streif dem V-Mann-Führer Feldwebel Friedrich Topp von der Abwehrstelle Arras vorgestellt, der sich gegenüber Burnod als Mitarbeiter des britischen Geheimdienstes mit dem Namen Alfred Lambert, geboren in Oran/Irland ausgab. Streif behauptete, Burnod werde von der deutschen Polizei verfolgt. Burnod willigte ein, als "Ehefrau" Topps unter dem Decknamen Diana Lambert in Résistance-Netzen für den angeblichen britischen Geheimdienst tätig zu werden. Ihr „Ehemann“ Alfred Lambert, der – laut späterer Aussage Topps – auch ihr Geliebter wurde, brachte sie mehrfach mit dem Auto von Lille über Hazebrouck nach Saint-Omer, wo sie sich – vornehmlich im Raum Wizernes (La Coupole) – nach Transportwegen für die V1- und V2-Waffen erkundigte und Topp regelmässig Bericht erstattete. Nach Angaben Topps kannte Burnod spätestens im April 1944 seine wahre Identität, ohne dass sich ihre Berichte danach geändert hätten. Im Mai oder Juni 1944 mietete Topp in Tourcoing für sie ein Appartement in der Rue Carnot, in dem sie im Juni oder Juli noch von ihrem Mann Edmond Kaiser besucht wurde.

### Familienleben in Lausanne und am Bodensee (1945–1947)

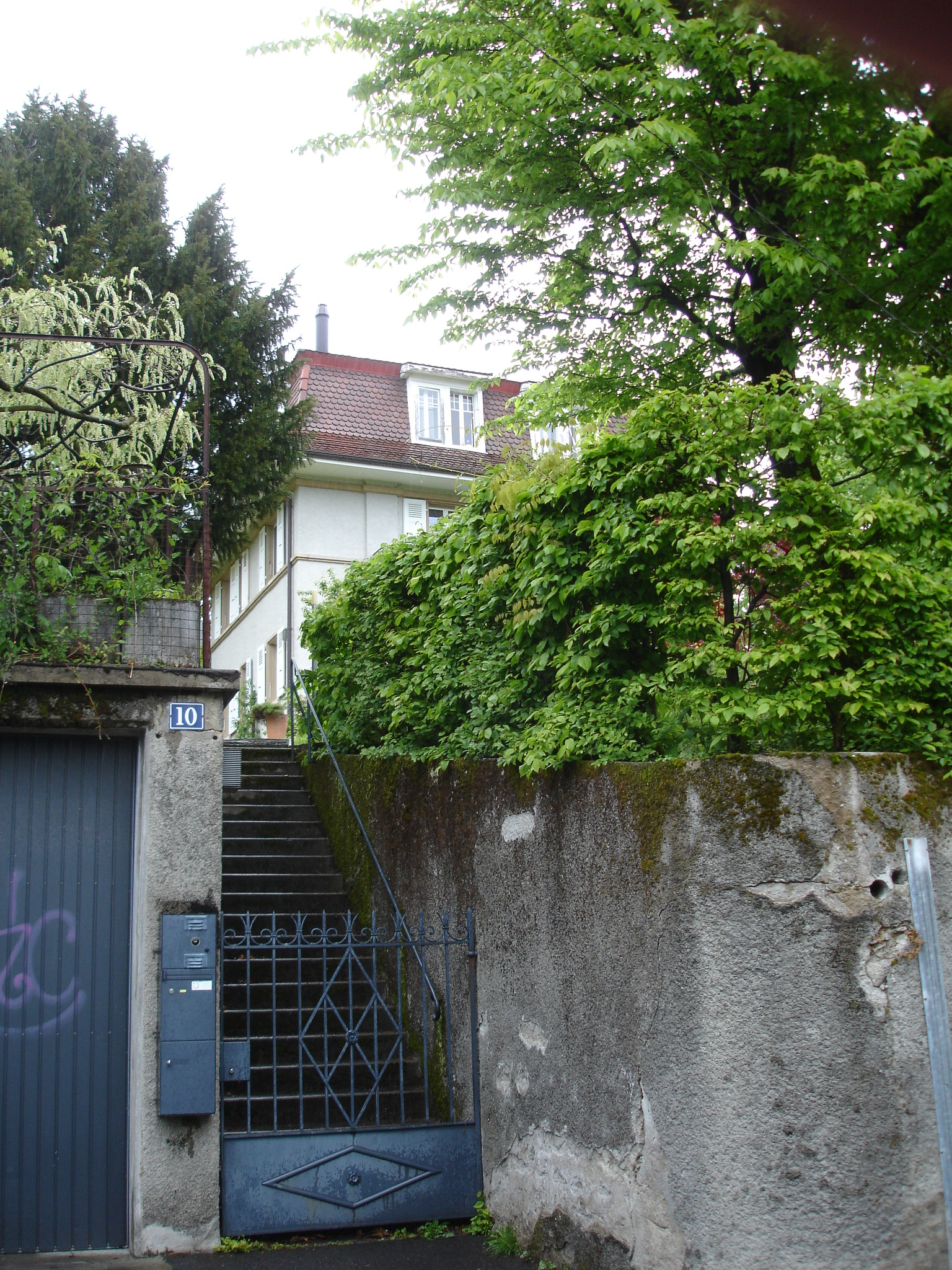
Ehemalige Villa Kaiser in Lausanne

Nach der Befreiung Frankreichs durch die Alliierten kehrte Burnod zunächst nach Lausanne zurück, wo sie mit ihrer Tochter Myriam in der „Villa Kaiser“, Chemin de Langueroc 10, wohnte. Im Juni 1945 publizierte sie Gedichte in der humanistisch-antifaschistischen Zeitschrift Suisse contemporaine und 1946 ihren ersten Roman „Le Miracle des violettes“, in dem sie prosaisch umschrieben ihr Leben in der Pariser Künstlerszene und ihre Beziehung zu dem deutschen Geheimagenten alias Lambert autobiografisch verarbeitete.
Auf Wunsch ihres Mannes zog sie mit ihrer Tochter Anfang 1946 in dessen Villa am Bodensee bei Konstanz, wo Edmond Kaiser als Offizier der französischen Besatzung tätig war. Dort wurde sie wegen ihrer Zusammenarbeit mit einem Deutschen Anfang 1947 gemeinsam mit ihrem Mann verhaftet; das Verfahren gegen sie wurde aber wenig später eingestellt.

### Emanzipation und Feminismus
Im Juli 1949 kehrte sie in ihre Heimat, den Schweizer Kanton Waadt zurück, und wohnte zunächst in Lausanne. Ende 1950 zog sie in das benachbarte Pully. Bereits 1948 hatte sie sich von Edmond Kaiser getrennt, der ihr 1951 sein 1941 begonnenes lyrisches Werk Le Mémorial d’une poupée widmete, in dem er den Tod des Sohnes zu verarbeiten suchte. Drei Monate nach ihrer Scheidung erhielt sie in Villeneuve wieder das Schweizer Bürgerrecht, blieb aber in Pully, wo sie im Januar 1953 ein Appartement im Haus Chemin du Villardier 27 bezog, das sie bis zu ihrem Tod bewohnte.
Nach der Veröffentlichung ihrer beiden ersten Romane war sie von 1949 bis 1978 zunächst als Sekretärin, dann als Attachée de Presse des Comptoir suisse, der nationalen Verbrauchermesse, in Lausanne tätig. 1976 lebte sie mit einem von ihr adoptierten, um 1960 geborenen Jungen in Pully.
Trotz ihres Zerwürfnisses mit ihrem Ehemann brach auch nach ihrer Scheidung der Kontakt zu Edmond Kaiser nicht ab, der sie u. a. 1973 in der Todesanzeige für seine Mutter Louise Chrostmann nannte, an ihrem Totenbett im Krankenhaus anwesend war und für ihre Bestattung sorgte.

## Bedeutung ihres Romanwerks
In den 1960er und 1970er Jahren gehörte Élisabeth Burnod zu den bekanntesten Schriftstellerinnen der französischsprachigen Schweiz. Für ihren Roman Ornements pour la solitude erhielt Burnod 1964 den Prix d’Alliance culturelle romande. Durch die finanzielle Unterstützung der Schweizer Kulturstiftung Pro Helvetia konnte sie 1970 fünf Monate lang ihre berufliche Tätigkeit unterbrechen und sich der Arbeit an ihrem Roman Le Vent d’Août widmen. Für ihr literarisches Lebenswerk erhielt sie 1975 den Prix des écrivains vaudois.
1979 zählte die Schriftstellerin Mireille Kuttel Burnod zu den „grossen Frauen“ der französischsprachigen Literatur der Schweiz und lobte ihre fehlerlose stilistische Eleganz, die Klarheit und Ausstrahlung ihres Werkes. Kritisch dagegen fiel 1998 die Bewertung durch Cathérine Dubuis in der Histoire de la litérature en Suisse romande aus: 1963 habe Burnod in ihrem Roman Les Arrangeurs stilistisch eindrucksvoll das vergebliche Aufbegehren eines Mädchens gegen die Zwänge ihrer bürgerlichen Umgebung beschrieben. In den folgenden Romanen aber habe sie sich bedauerlicherweise bürgerlichen Konventionen angepasst und nur solche Frauen als Heldinnen dargestellt, die sich den gesellschaftlichen Normen unterwerfen und damit ihr eigenes Leben aufgeben. Obwohl Burnod also die Sehnsucht der jungen Frauen nach einem freien, selbst bestimmten Leben nicht in eine gegen die maskuline Vorherrschaft gerichtete Revolte, sondern in der Einsamkeit einer bürgerlichen Ehe münden lässt, wurde sie von der feministischen Bewegung der Schweiz am Ende der 1970er Jahre durchaus als Vorbild angesehen.

## Werke
- Le Pont du Nord. Novellen. Éditions de Kogge, Brüssel 1943.
- Le Miracle des violettes. Roman. Jeheber, Genf/Paris 1946.
- Florentine. Roman. Jeheber, Genf/Paris 1949. (Verfasst in Paris 1943).
- Agnès et le cercle intime. Roman. Jeheber, Genf/Paris 1955.[28]
- Les Arrangeurs. Roman. Spes, Lausanne 1963.
- Ornements pour la solitude. Roman. Spes, Lausanne 1964.[29]
- Chefs-d’oeuvre des collections suisse. De Monet à Picasso. Palais de Beaulieu, Lausanne, du 1er mai au 25 octobre 1964. Guide officiel de l'Exposition. Lausanne 1964.
- La Femme disparue. Roman. Spes, Lausanne 1966. (Roman).
- Lausanne. Ch. Veillon, Lausanne 1967. (Mit René Creux; englisch von Eduard H. Steenken).
- Livre d’Or. 50 ans Comptoir sisse. Marguerat, Lausanne 1969. (Mit Hanspeter Schmidt, deutsch von Eduard H. Steenken: Goldenes Buch. 50 Jahre Comptoir Suisse.).
- Le Vent d’Août. Roman. Édition du Panorama, Paul Thierrin, Bienne 1970.
- Le Dimanche papouadan. Roman. Édition du Panorama, Bienne 1976.

Beiträge für Radio Suisse Romande:
- Une constante collaboration.
- Iris ou la message des dieux.
- Au banc d’essai.
- Visa pour mon pays.